# Zeuxia fuscinervis
Zeuxia fuscinervis là một loài ruồi trong họ Tachinidae.